# Boulevardbanen
Boulevardbanen, ook wel Røret (de buis) genoemd, is de naam van het spoorwegtraject tussen station Østerport en Københavns Hovedbanegård in de gemeente Kopenhagen in de regio Hovedstaden in Denemarken. Het traject van 3,2 km lang is uitgegraven en deels aangelegd in de open lucht en deels in een tunnel van 1,525 km. Het bestaat uit vier sporen: twee voor de S-tog en twee voor het landelijke spoorwegnet. Naast de genoemde stations Østerport en het hoofdstation bevinden zich in Boulevardbanen het station Nørreport en (alleen voor de S-tog) het station Vesterport.
Hoewel het baanvak officieel tussen Hovedbanegård en Østerport ligt, wordt vaak het hele traject tussen Svanemøllen aan de noordkant (inclusief station Nordhavn) en Dybbølsbro aan de zuidwestelijke kant tot Boulevardbanen gerekend.

## Geschiedenis

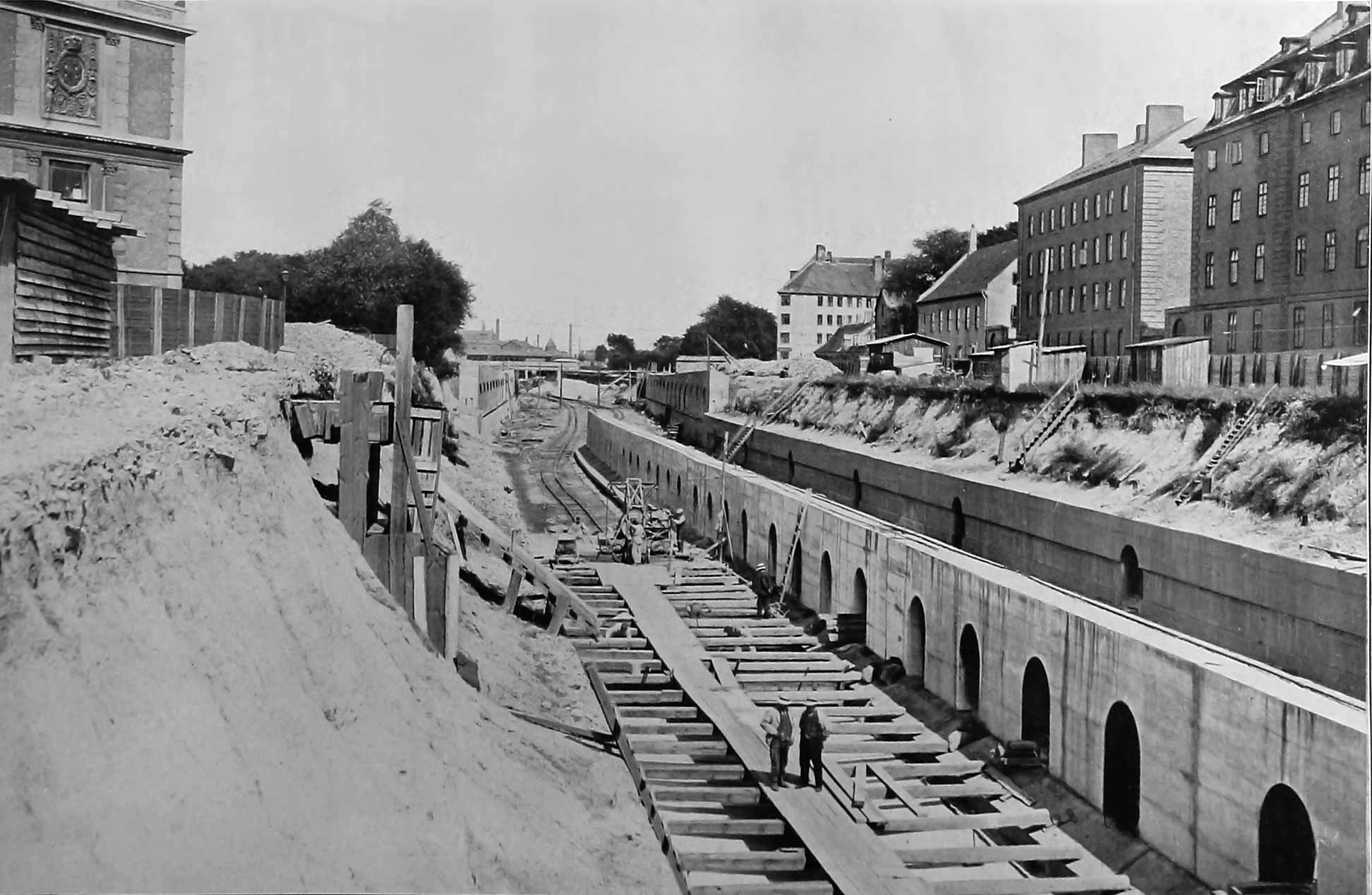
Boulevardbanen in aanbouw tussen Sølvgade en Stokhusgade. Op de linkerbovenhoek is het Statens Museum voor Kunst te zien. Foto uit augustus 1914

Het traject van Kystbanen vanuit Helsingør en Hellerup eindigde vanaf 1897 in het station Østerbro (het huidige Østerport).
De aanleg van de Boulevardtunnel werd in maart 1904 goedgekeurd door het Deense parlement als onderdeel van de koppeling tussen Kystbanen en Nordbanen uit het noorden met Frederikssundbanen naar het zuiden. De bouw van een nieuw hoofdstation van Kopenhagen was erbij inbegrepen. De werkzaamheden aan het tunneltraject begonnen in 1909. Tijdens de Eerste Wereldoorlog ontstond wegens materiaaltekort vertraging in de bouw. In februari 1916 werd het hoofdgebouw van het oude station afgebroken om plaats te maken voor de bouw van de Boulevardtunnel.
Op 1 december 1917 kwamen de oostelijke sporen in gebruik, waarbij de treinen uit Klampenborg en Helsingør doorreden naar het nieuwe Københavns Hovedbanegård, terwijl treinen uit Hillerød nog steeds eindigden in het oude station. De werkzaamheden werden gefaseerd doorgevoerd, waardoor in 1919 door de tunnel kon worden gereisd. De laatste twee sporen werden op 1 oktober 1921 in gebruik genomen. Hierdoor kon het oude station definitief worden gesloten.
Tussen de genoemde stations Østerport en het hoofdstation zijn in Boulevardbanen nog twee stations geopend: Nørreport (in het tunneltraject) op 1 juli 1918 en Vesterport (in het open gedeelte) op 15 mei 1934.
Sinds 1983 maken ook de treinen van Køge Bugt-banen gebruik van Boulevardbanen en sinds 2000 ook die van Øresundsbanen. De meeste treinen rijden door van noord en zuid en omgekeerd via Boulevardbanen. Een deel van de treinen uit het zuiden eindigt aan de noordkant in Østerport, een deel van de treinen uit het noorden eindigt aan de zuidkant in Københavns Hovedbanegård.

## Stations

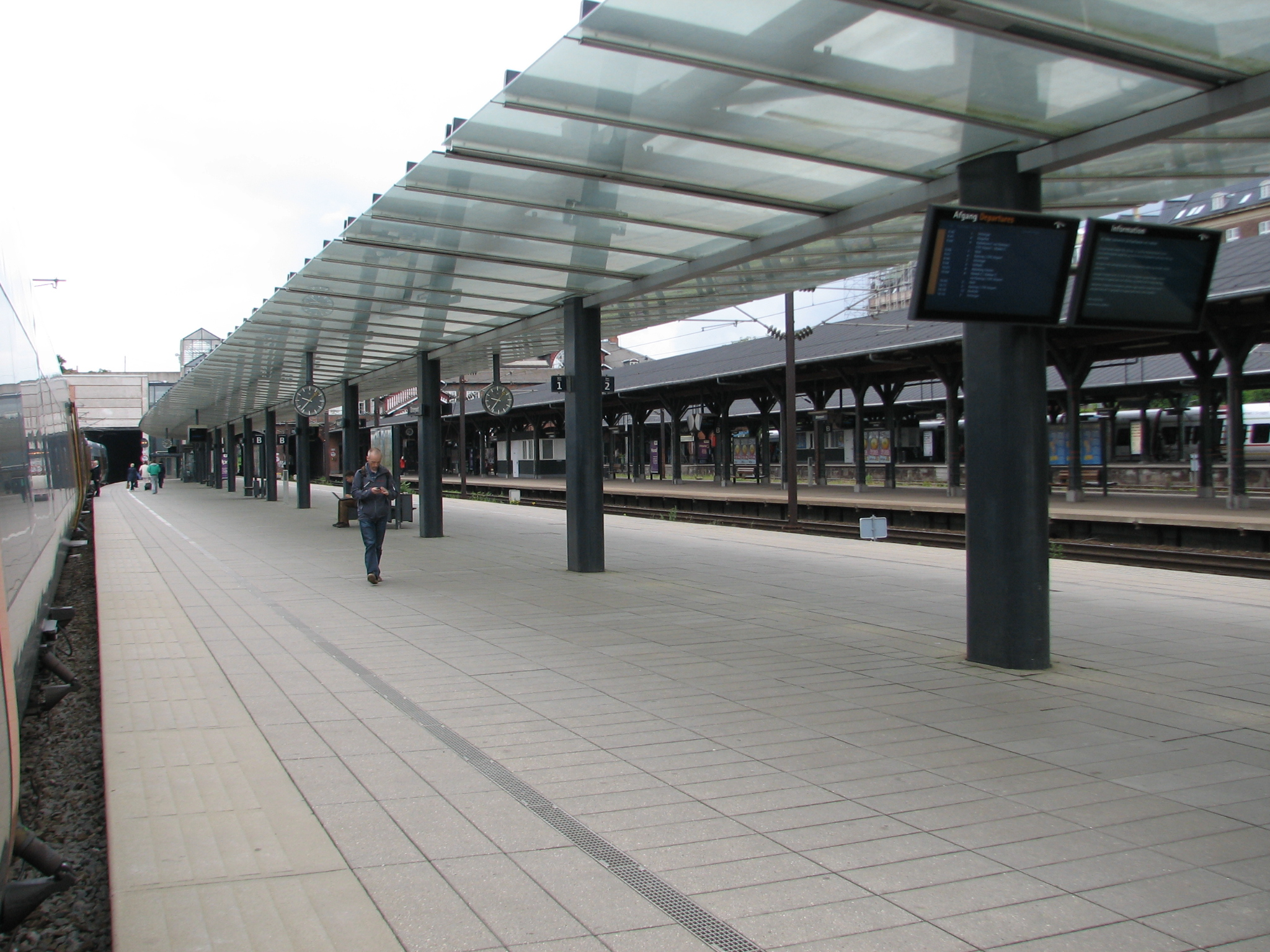
Østerport station gezien vanaf spoor 1

| Station                  | Lijnen       | Geopend          | S-tog           | Commentaar                                                     |
| ------------------------ | ------------ | ---------------- | --------------- | -------------------------------------------------------------- |
| Dybbølsbro               | A B Bx C E H | 1 november 1934  | 1 november 1934 | 1A                                                             |
| Københavns Hovedbanegård | A B Bx C E H | 30 November 1911 | 15 mei 1934     | Regional InterCity InterCityLyn International 250S 1A 2A 5A 6A |
| Station Vesterport       | A B Bx C E H | 15 mei 1934      | 15 mei 1934     | 5A 6A                                                          |
| Station Nørreport        | A B Bx C E H | 2 juli 1918      | 15 mei 1934     | Regional InterCity ; 150S 350S 5A 6A                           |
| Station Østerport        | A B Bx C E H | 2 augustus 1897  | 15 mei 1934     | heette Østerbro tot 1934 Regional InterCity 1A                 |
| Nordhavn                 | A B C E H    | 15 mei 1934      | 15 mei 1934     | 3A                                                             |
| Svanemøllen              | A B C E H    | 15 mei 1934      | 15 mei 1934     | 1A 4A                                                          |
| Hellerup                 | B C E F      | 22 juli 1863     | 15 mei 1934     | Regional 1A                                                    |